# Mulata Globeleza
A Globeleza foi uma personagem promovida pelo canal brasileiro de televisão Rede Globo no período de carnaval, durante a cobertura conhecida pelo nome de Carnaval Globeleza. A " Globeleza" surgiu no início da década de 1990 e consistia numa passista sambando nua com o corpo parcialmente pintado com purpurina, em 2017, a vinheta passou a ser a passista apresentando diversas culturas carnavalescas pelo país, vestida com roupas características da região, todas as vinhetas ao som da música-tema da emissora para o carnaval, numa vinheta exibida ao longo da programação diária. Tais vinhetas, criadas pelo designer Hans Donner, também consagraram a música-tema da Globeleza, composta pelo sambista Jorge Aragão e conhecida pelo refrão "Na tela da TV, no meio desse povo, a gente vai se ver na Globo". Inicialmente, durante mais de uma década, a mulata Globeleza foi interpretada por Valéria Valenssa, mulher do próprio diretor de arte Hans Donner. A partir de 2004, contudo, após a primeira gravidez de Valéria, outras mulatas assumiram o posto de Globeleza. Em 2022, quando voltou o carnaval, as Mulatas Globeleza foram extintas e substituídas pela gravação da música feita por mulheres.

## Valéria Valenssa
Valéria Valenssa foi a primeira Globeleza, em 1990 e, novamente, entre os anos de 1993 e 2005. A identificação foi tanta, que o apelido Globeleza pegou. A cada gravação, podia passar mais de 12 horas tendo o seu corpo purpurinado. Foram mais de dez anos como o símbolo máximo da cobertura de carnaval da Globo. Em 2003 ela fez a vinheta mesmo estando grávida de seu primeiro filho, no ano seguinte Valéria foi digitalizada, por conta da segunda gravidez. Após longo reinado, em 2005 passou seu título para Giane Carvalho, escolhida num concurso do programa Domingão do Faustão. Se tornou repórter.

## Giane Carvalho
Giane Carvalho foi a Globeleza no ano de 2005. Giane foi escolhida pelos telespectadores que votaram por telefone e internet através de um concurso no programa Domingão do Faustão. Em 2005, Valéria Valenssa apareceu sambando no início da vinheta de Carnaval para entregar o posto para a dançarina Giane Carvalho, que não quis ficar por muito tempo, repassando para Aline Prado que esteve como Globeleza durante oito anos.

## Aline Prado
Aline Prado foi a Globeleza entre os anos de 2006 e 2013. Em 2007, Aline samba com sua nova fantasia em torno de espelhos. Foi a única vinheta a ter uma nova versão do tema. No ano seguinte, 2008, Aline aparece de novo visual, com três pinturas diferentes sendo representados por figuras geométricas. Aline posou para revista Playboy em duas oportunidades, uma para a seção 'Happy Hour' da edição de fevereiro de 2012 e foi capa da edição de fevereiro de 2014. Em 2021, foi contratada pela RedeTV!, onde apresentou o TV Fama, ao lado de Marcelo Zangrandi, e atualmente apresenta o Bom Dia Você ao lado de Eri Johnson.

## Nayara Justino
Nayara Justino foi a Globeleza no ano de 2014. No ano de 2014 a escolha da Globeleza foi realizada por meio de votação popular em diversas etapas. Na primeira, foram escolhidas cinco direto mais uma selecionada pelo público. Já na segunda, foram escolhidas três, no mesmo critério da anterior, só que duas escolhidas pelo júri mais uma escolhida pelo público, sendo Camila Silva, Nayara Justino e Nara Carvalho, brigando pra quem será a nova Globeleza. Nayara Justino acabou sendo escolhida para brilhar na vinheta para o carnaval de 2014. 
Na vinheta daquele ano, Nayara dança na frente de um telão com a marca Globeleza. Desta vez, a pintura que envolve a Globeleza imita o movimento de confete e serpentina.

## Erika Moura
Erika Moura é a Globeleza do ano de 2015 (hoje, Carnaval Globeleza a partir de 2019). Erika é natural de São Paulo e é passista da Mocidade Alegre. Na primeira vinheta pelo "Fantástico" em 4 de janeiro de 2015, a dançarina aparece sambando num fundo branco, convivendo com uma chuva de confetes e no fim ela assopra confetes na tela ao formar o novo logotipo colorido. Em janeiro de 2016, a nova vinheta trás Erika pintada com linhas coloridas, sambando em torno de luzes e bolhas ao redor da modelo. Esta foi a última vinheta que uma musa aparecia sambando de corpo pintado.
Diferente das vinhetas anteriores, em 2017, a Globeleza não aparece seminua com pinturas ou paetês coloridas, como era tradição. Erika Moura, desta vez aparece vestida de várias caracterizações representando vários tipos de culturas carnavalescas: fantasia tradicional, frevo, baiana, maracatú, boi bumbá e porta-bandeira. Aparece acompanhada por algumas pessoas, exibindo em um fundo branco, sendo que em 2018, a mesma vinheta foi usada, com diferença apenas nos efeitos gráficos que não existiam na original, e a música-tema passou a ser remixado com várias batidas de acordo com a exibição dos adereços. Em 2019, Erika aparece vestida de sete fantasias (diferentes da vinheta passada) ao som da nova versão de "Lá vou eu" em vários rítmos de carnaval do Brasil (samba, maracatú, axé, frevo e samba sendo cantada no final), um elenco composto por mais 30 pessoas (instrumentistas e dançarinos), é a primeira vinheta a criar o novo logotipo: "Globeleza", passa a se chamar "Carnaval Globeleza".
Érika foi a última Globeleza, sendo substituída pela Teresa Cristina cantando o tema do especial. Atualmente, a música exibida é nas vozes de Alcione e Ludmilla.

## Estatística
Abaixo, um quadro estatístico considerando o período no qual a mulata Globeleza assumiu o posto pela primeira vez.
| Nome             | Período          | Idade   | Altura | Peso  | Busto | Cintura | Quadril | Ref           |
| ---------------- | ---------------- | ------- | ------ | ----- | ----- | ------- | ------- | ------------- |
| Valéria Valenssa | Carnaval de 1991 | 19 anos | 1,68 m | 52 kg | 90 cm | 62 cm   | 90 cm   | [ 20 ]        |
| Giane Carvalho   | Carnaval de 2005 | 23 anos | 1,68 m | 55 kg |       |         |         | [ 1 ]         |
| Aline Prado      | Carnaval de 2006 | 18 anos | 1,70 m | 50 kg | 88 cm | 60 cm   | 96 cm   | [ 20 ]        |
| Nayara Justino   | Carnaval de 2014 | 25 anos | 1,70 m | 57 kg | 87 cm | 60 cm   | 90 cm   | [ 21 ] [ 22 ] |
| Érika Moura      | Carnaval de 2015 | 22 anos | 1,67 m | 55 kg | 81 cm | 66 cm   | 96 cm   | [ 20 ] [ 23 ] |